# Nguyễn Phúc Lan
Nguyễn Phúc Lan, connu également sous le nom du seigneur Thuong, né en 1601 et mort en 1648, est un roi vietnamien, membre de la famille des Nguyễn.

## Biographie
Petit-fils de Nguyễn Phúc Nguyên, son couronnement intervient en pleine guerre avec les Lê et suscite de forts remous dans le clan des Nguyễn. Dès l’annonce de la mort de Nguyễn Phúc Nguyên, en 1635, le frère de Nguyễn Phúc Lan, Nguyễn Phúc Anh mène une armée contre le Quang Nam au sud du royaume des Nguyễn afin d’entamer une rébellion pour le destituer. Ne reculant devant aucune trahison, il s’allie avec le seigneur Trịnh et lui propose d’attaquer simultanément le front nord du royaume, espérant ainsi qu’en dispersant ses forces le jeune roi Nguyễn Phúc Lan serait immanquablement battu.
Mis au fait des préparatifs de son frère et de son alliance avec les ennemis Trịnh, Nguyễn Phúc Lan, d’un naturel doux, conciliant et généreux, hésite entre l’amour familial et les affaires nationales. Il interroge Nguyễn Phúc Khê, son oncle, recommandé par son père comme conseiller. Ce dernier, peu préoccupé par la sentimentalité familiale, tance vertement le roi hésitant, le rappelle à ses devoirs et propose de mener la tête des troupes pour capturer, juger et exécuter le traître. Il divisa ses forces en deux, et mena simultanément deux attaques par mer et par terre contre les forces de Nguyễn Phúc Anh à Đà Nẵng. Prises à revers, les troupes de Nguyễn Phúc Anh se défirent et le frère félon fut capturé et présenté au souverain. Attendri, Nguyễn Phúc Lan voulut faire lui grâce, mais leur oncle ne lui en laissa pas la possibilité et l’exécuta sur place. Débuté violemment, le règne de Nguyễn Phúc Lan fut à jamais marqué par cette trahison familiale et le sang versé de Nguyễn Phúc Anh. À peine le sang de celui-ci séché que Nguyễn Phúc Lan s’engageait sans le savoir sur la voie d’une autre trahison familiale, celle-ci qui s’acheva tragiquement[Laquelle ?]. Dans les affaires intérieures, Nguyễn Phúc Lan transféra sa capitale au village Kim Long dans le district de Hương Trà le long de la rivière des Parfums (rivière Linh).
Nguyễn Phúc Lan s’engagea dans une passion amoureuse pour la dame Tống, veuve de son frère Nguyễn Phúc Kỳ décédé en 1631.